# Montenegrijns

Montenegro

Montenegrijns (црногорски језик; crnogorski jezik) is een van de standaardvarianten van het Servo-Kroatisch. Het wordt gesproken in Montenegro en telt 32 letters. In Montenegro wordt zowel het Latijnse als het cyrillische schrift gebruikt. Bij de volkstelling van 2011 gaf 36,97% van de bevolking van Montenegro Montenegrijns op als moedertaal, 42,88% noemde Servisch als moedertaal. Montenegrijns is de officiële taal in Montenegro.

## Cyrillisch en Latijn

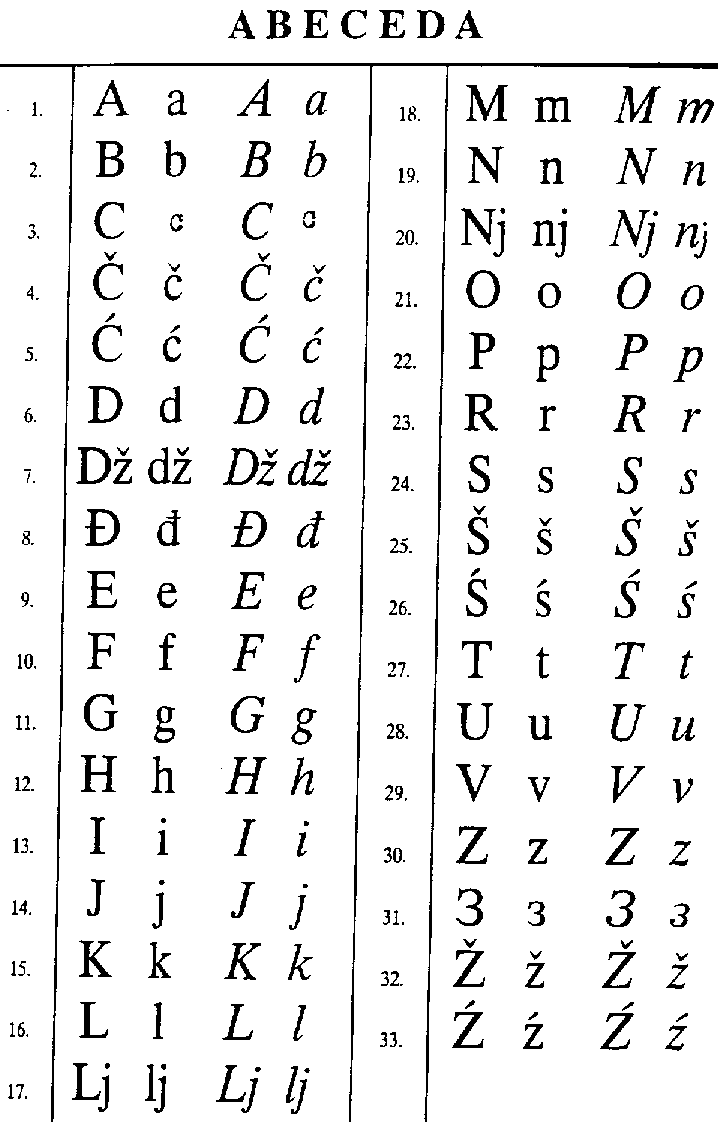
Origineel Montenegrijns alfabet

Montenegrijns schrift versus Latijns schrift:
- Cyrillisch: А Б В Г Д Ђ Е Ж З З́ И Ј К Л Љ М Н Њ O П Р С С́ Т Ћ У Ф Х Ц Ч Џ Ш.
- Latijn: A B C Č Ć D Dž Đ E F G H I J K L Lj M N Nj O P R S Š Ś T U V Z Ž Ź.